# Czosnów (village)
Pour les articles homonymes, voir Czosnów.
Czosnów (prononciation : [ˈt͡ʂɔsnuf]) est un village polonais de la gmina de Czosnów dans le powiat de Nowy Dwór Mazowiecki de la voïvodie de Mazovie dans le centre-est de la Pologne.
Le village est le siège administratif (chef-lieu) de la gmina appelée gmina de Czosnów.
Il se situe à environ 7 kilomètres au sud-est de Nowy Dwór Mazowiecki (siège du powiat) et à 26 kilomètres au nord-ouest de Varsovie (capitale de la Pologne).
Le village compte approximativement une population de 420 habitants en 2006.

## Histoire
De 1975 à 1998, le village appartenait administrativement à la voïvodie de Varsovie.